# Rudolf Schmundt

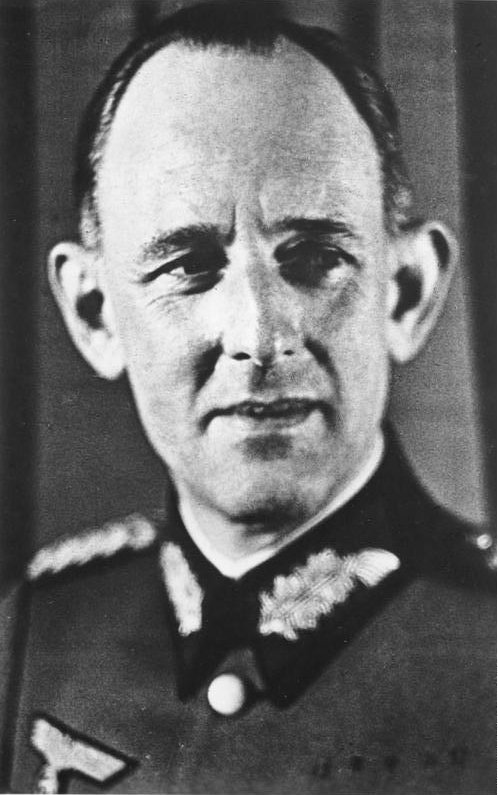
Rudolf Schmundt als Generalleutnant (um 1943/44)

Rudolf Schmundt (* 13. August 1896 in Metz; † 1. Oktober 1944 in Carlshof bei Rastenburg) war ein deutscher General der Infanterie der Wehrmacht. Mehr als sechs Jahre lang war er in der Zeit des Nationalsozialismus von 1938 bis 1944 Chefadjutant der Wehrmacht bei Adolf Hitler und damit einer der engsten Mitarbeiter und Vertrauten des Diktators. Ab 1942 leitete er zudem das Heerespersonalamt und war in dieser Stellung maßgeblich für die Personalpolitik des Heeres verantwortlich, die er auch unter nationalsozialistischen Gesichtspunkten gestaltete, wobei er die Auffassung vertrat, dass eine entschieden antisemitische Einstellung der Wehrmachtsoffiziere ein kriegsentscheidendes Kriterium sei. Schmundt starb an Verletzungen, die er beim Attentat vom 20. Juli 1944 erlitten hatte. 
Bekannt ist er vor allem durch die Anfertigung des Schmundt-Protokolls, das im Nürnberger Prozess gegen die Hauptkriegsverbrecher 1945/46 eines der Schlüsseldokumente der Anklage wurde.

## Leben

### Herkunft und Jugend
Rudolf Schmundt wurde als Sohn des Berufsoffiziers Richard Schmundt und dessen Ehefrau Hedwig, geborene Seyffardt im Reichsland Elsaß-Lothringen geboren. Als der Vater im Juni 1913 als Kommandeur des Füsilier-Regiments „Prinz Heinrich von Preußen“ (Brandenburgisches) Nr. 35 nach Brandenburg an der Havel versetzt wurde, folgte ihm die gesamte Familie, zu der auch der jüngere Bruder, der spätere Sozialwissenschaftler und Anthroposoph Wilhelm Schmundt zählte. Schmundt besuchte das Von-Saldern-Realgymnasium in Brandenburg bis zum Ausbruch des Ersten Weltkrieges. Um sich selbst als Freiwilliger melden zu können, legte er das Notabitur ab und trat am 4. August 1914 als Fahnenjunker in das Regiment seines Vaters ein.
Bereits nach einer kurzen Ausbildung kam Schmundt mit seinem Regiment am 30. September 1914 an die Westfront. Einige Monate später erhielt er am 22. März 1915 die Beförderung zum Leutnant. Während der anhaltenden Kämpfe wurde er am 20. Mai 1915 verwundet und erhielt für seine Leistungen an diesem Tag das Eiserne Kreuz II. Klasse. Nachdem er sich als Truppenoffizier verdient gemacht hatte, wurde er am 15. März 1916 Bataillonsadjutant. Im November desselben Jahres wurde ihm auch das Eiserne Kreuz I. Klasse verliehen. Am 11. Juli 1917 wurde er Regimentsadjutant und verblieb in dieser Stellung bis Kriegsende. In diesen Jahren nahm Schmundt an vielen Schlachten und Gefechten teil, deren größte die Herbstschlacht in der Champagne, die Schlacht an der Somme und die an der Marne waren.

### Ordonnanz- und Truppenoffizier
Beförderungen
- 4. August 1914 Fahnenjunker
- 22. März 1915 Leutnant
- 1. Mai 1926 Oberleutnant
- 1. Februar 1932 Hauptmann
- 1. Januar 1936 Major
- 1. Oktober 1938 Oberstleutnant
- 4. August 1939 Oberst
- 1. Januar 1942 Generalmajor
- 1. April 1943 Generalleutnant
- 1. September 1944 General der Infanterie

Nach dem Waffenstillstand wurde Schmundts Regiment zurück nach Brandenburg an der Havel verlegt. Im Januar 1919 trat Schmundt in das „Detachement Graf Stillfried“ ein, ein vorwiegend aus ehemaligen Heeressoldaten gebildetes Freikorps, das sich an den Straßenkämpfen in Berlin, etwa gegen den Spartakusaufstand, beteiligte. Im Juni 1919 wurde aus dem Detachement und dem Füsilier-Regiment Nr. 35 das Reichswehr-Infanterie-Regiment 5 gebildet. In dieser neuen Formation tat Schmundt ab dem 25. August 1919 Dienst als Ordonnanzoffizier.
Als die Reichswehr am 1. Januar 1921 ihre endgültige Organisation erhielt, wurde Schmundt in das unter anderem aus Teilen des Infanterie-Regiments 5 neu aufgestellte 9. (Preußische) Infanterie-Regiment in Potsdam übernommen. Am 28. Dezember 1921 wurde er stellvertretender Regimentsadjutant. 1923/24 diente Schmundt als Truppenoffizier im Regiment, bevor er von April bis August 1925 an einem Lehrgang der Heereswaffenschule teilnahm. In dieser Zeit holte er die Offiziersausbildung nach, die während des Krieges nicht hatte durchgeführt werden können. Nach erfolgreichem Abschluss erhielt er aufgrund seiner Kriegsverdienste einige Monate später die Beförderung zum Oberleutnant und kehrte in den Tätigkeitsbereich zurück, der ihm am meisten lag – die Adjutantur. Am 1. Juni 1926 wurde er Adjutant des I. Bataillon und am 1. August 1927 des Regiments selbst.

„Als Adjutant des IR 9 hatte Schmundt eine Dienststellung erreicht, die ihn deutlich aus der Reihe seiner Kameraden hervorhob: Der Adjutant des hauptstadtnahen Regiments hatte neben der militärischen auch eine gesellschaftliche Funktion, und auf dem gesellschaftlichen Parkett scheint sich Schmundt sicher behauptet zu haben. Jedenfalls wurden Vorgesetzte auf ihn aufmerksam, und dies sollte sich für seine Karriere günstig auswirken.“

Am 14. Oktober 1926 heiratete Schmundt in der Potsdamer Garnisonkirche Anneliese von Kummer (* 1898). Die Verlobung hatte Anfang 1926 in Potsdam stattgefunden. Anneliese von Kummer stammte aus Torgau und war die einzige Tochter des Oberstleutnants Wilhelm von Kummer (⚔ Oktober 1914 als Führer des Reserve-Infanterie-Regiments Nr. 24) und seiner Frau Helene, geborene Reineke (1917 Wiederverheiratung mit Generalmajor Rudolf von Cramer).
Aus der Ehe zwischen Rudolf und Anneliese Schmundt gingen die Kinder Barbara Wilhelma (* 1927), Henning (* 1931), Gisela (* 1933) und Jürgen (* 1940) hervor. Anneliese Schmundt bezeichnete später die Jahre 1926 bis 1929 als „die schönsten Jahre des militärischen Lebens meines Mannes und unseres privaten Lebens.“

### Stabsverwendung und Wehrmachtführung
Am 8. März 1929 bestand Schmundt die Wehrkreisprüfung, die die Grundvoraussetzung für die Ausbildung zum Generalstabsoffizier und für jeden Reichswehroffizier obligatorisch war. Am 1. Oktober wurde er in den Stab der 1. Division beziehungsweise des Wehrkreises I nach Königsberg in Ostpreußen versetzt, wo er in den nächsten Jahren die Führergehilfenausbildung absolvierte. Kommandeur dieses Verbandes war zu dieser Zeit der Generalleutnant und spätere Reichskriegsminister Werner von Blomberg; Chef des Stabes wurde im Frühjahr 1931 Oberstleutnant Walter von Reichenau. Während dieser Zeit wurde Schmundt am 1. Februar 1931 zum Hauptmann befördert.

Am 1. Oktober 1932 wurde Schmundt in die Heeres-Organisations-Abteilung (T2) des Truppenamtes im Reichswehrministerium versetzt. Leiter dieser Abteilung war zu diesem Zeitpunkt Oberst Wilhelm Keitel, der spätere Chef des Oberkommandos der Wehrmacht. Eine andere Amtsgruppe wurde von Major Alfred Jodl, dem nachmaligen Chef des Wehrmachtführungsstabes, geleitet. Schmundt war nun unmittelbar an der organisatorischen Vorbereitung der Heeresaufrüstung beteiligt und kam mit Personen in engen Kontakt, die später zum engsten Zirkel Hitlers gehörten. Da es üblich war, Generalstabsoffiziere immer wieder für einige Zeit in die Truppe abzukommandieren, wurde Schmundt am 1. Juni 1935 als Kompaniechef in das Infanterie-Regiment 2 in Allenstein versetzt. Dort wurde er zum Major befördert, bevor er am 6. Oktober 1936 in den Generalstab der 18. Infanterie-Division versetzt wurde, die unter Generalmajor Hermann Hoth in Liegnitz formiert wurde.

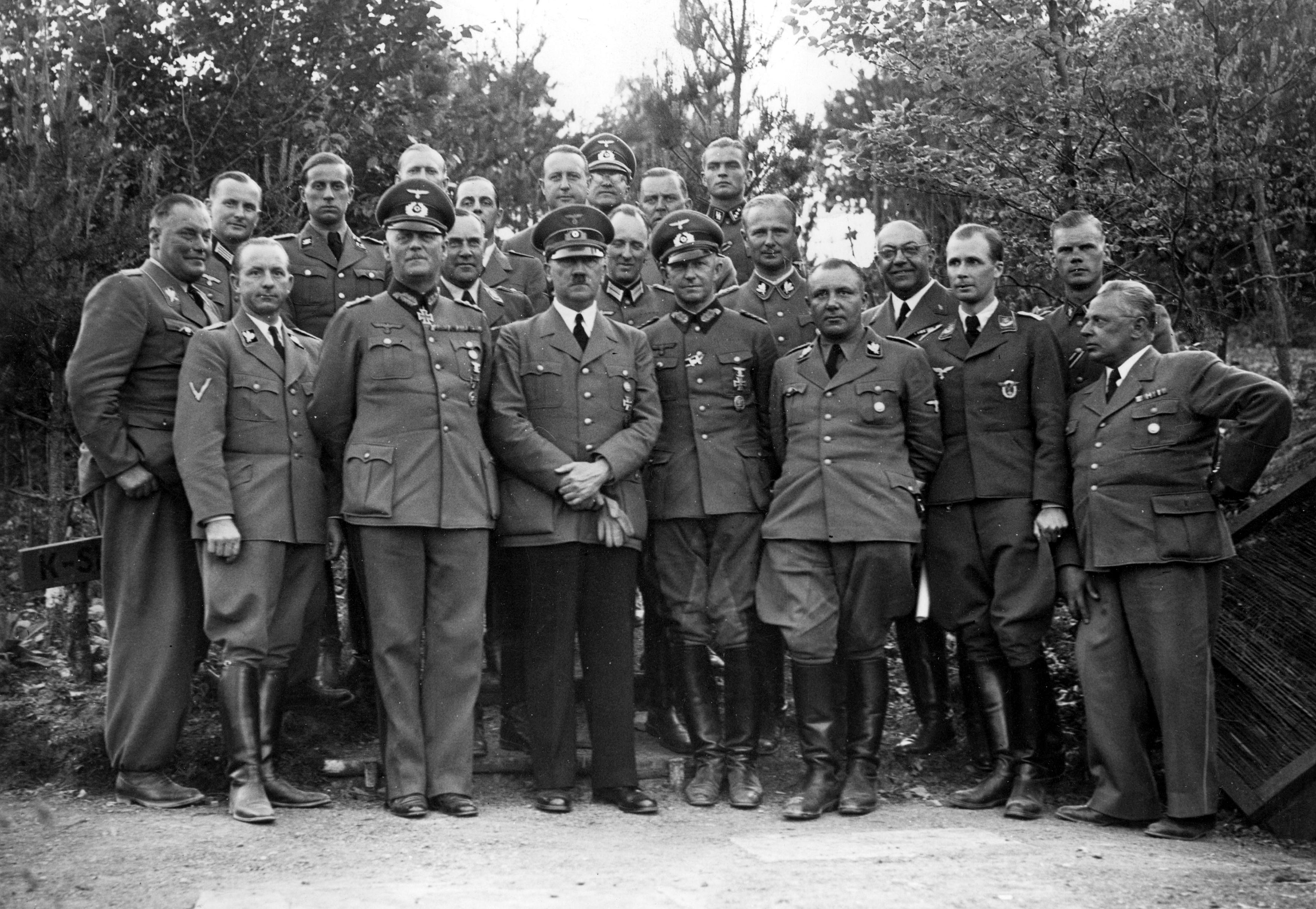
Rechts hinter Hitler Rudolf Schmundt im Stab von Adolf Hitler im Juni 1940 vermutlich in Eselsberg in Bad Münstereifel-Rodert, in der Nähe des „K-Standes“ des Führerhauptquartiers Felsennest

Im Januar 1938 wurde er zum „Chefadjutanten der Wehrmacht beim Führer und Reichskanzler“ ernannt. Die plötzliche Berufung Schmundts erfolgte auf Grund der Blomberg-Fritsch-Krise, in der Hitler seinen Heeresadjutanten, Oberst Friedrich Hoßbach, als ihm gegenüber nicht loyal genug befunden hatte. Hitler hatte zu Keitel, der nunmehr Chef des Wehrmachtamtes im Reichskriegsministerium war, gesagt: „Ich will einen neuen Adjutanten, der mein Vertrauter und der Ihrige ist und nicht der anderer Stellen.“ Keitel empfahl daraufhin Schmundt, den er aus dessen Zeit als Regimentsadjutant in Potsdam und aus dem Truppenamt kannte. Am 29. Januar 1938 trat Schmundt seine neue Dienststellung an, wobei er offiziell zum Oberkommando der Wehrmacht versetzt wurde. Während er in den nächsten Jahren einer der engsten Mitarbeiter und Vertrauten Hitlers wurde, stieg er rasch im Rang auf. Im Oktober 1938 wurde er Oberstleutnant, im August 1939 Oberst, am 1. Januar 1942 Generalmajor und schließlich im April 1943 Generalleutnant. In seiner Funktion stellte er einen Mittler zwischen dem höheren Offizierskorps einerseits und Hitler andererseits dar, wobei er oft versuchte, korrigierend in beide Richtungen zu wirken. Schon bald wurde er auch von Hermann Göring als „einziger offener und vertrauenswürdiger Charakter im F[ührer]H[aupt]Qu[artier]“ wahrgenommen. Als General der Infanterie Bodewin Keitel als Chef des Heerespersonalamtes abgelöst wurde, weil er die Intentionen des „Führers“ nicht mehr genügend berücksichtigt hatte, setzte Hitler am 1. Oktober 1942 seinen Vertrauten Schmundt als neuen Amtschef ein – zusätzlich zu dessen Aufgaben als Chefadjutant. Fast zwei Jahre lang beeinflusste Schmundt in dieser Dienststellung die Personalpolitik des Heeres in bestimmendem Maße (Einzelheiten zu diesen Aktivitäten siehe Schmundt und das Heerespersonalamt).

### Todesumstände

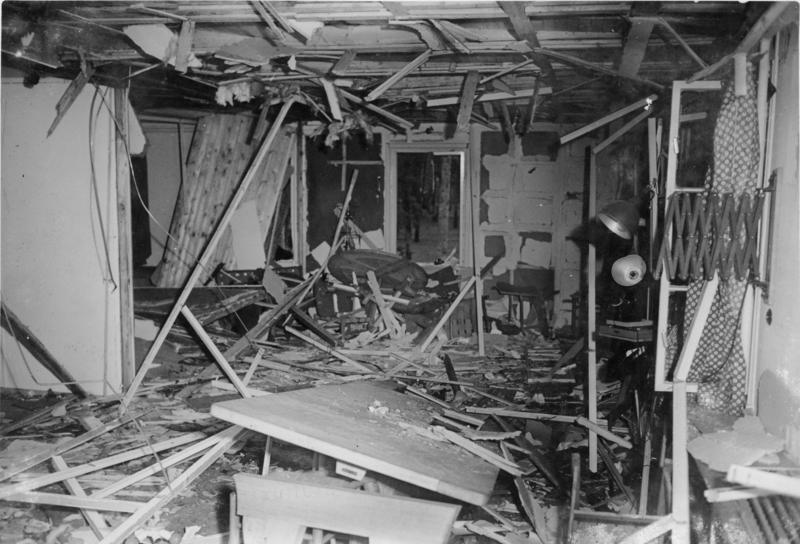
Die zerstörte Lagebaracke, in der Schmundt am 20. Juli 1944 schwer verletzt wurde

Am 20. Juli 1944 zündete Oberst Claus Schenk Graf von Stauffenberg während einer Lagebesprechung im Führerhauptquartier Wolfsschanze eine Bombe, die Adolf Hitler töten sollte. Das Attentat verfehlte sein Ziel, doch mehrere Offiziere, darunter auch Schmundt, wurden schwer verwundet. Er verlor das linke Auge und erlitt Verbrennungen sowie schwere Verletzungen durch Splitter an beiden Beinen. Am 25. Juli besuchte Hitler seinen Vertrauten im Lazarett Carlshof bei Rastenburg und beförderte ihn am 27. Juli zum General der Infanterie. Auch in den nächsten Tagen erkundigte sich Hitler immer wieder nach Schmundt:

„Es muss doch immer die besten am schwersten treffen. […] Hoffentlich schafft es der Schmundt, der ist mir doch der unentbehrlichste von meinen Adjutanten und einer meiner liebsten Mitarbeiter.“

Ende September 1944 verschlechterte sich jedoch der Gesundheitszustand Schmundts rapide. Er blieb stundenlang bewusstlos und erlitt lange Fieberdelirien. Am 1. Oktober 1944 verstarb er schließlich in Carlshof.
Gemäß einem Wunsch, den Schmundt vor seinem Tod geäußert hatte, wurde seine Leiche am 5. Oktober 1944 in das Reichsehrenmal Tannenberg übergeführt, wo am folgenden Tag die Trauerfeier stattfand. Generalfeldmarschall Ernst Busch, der ehemalige Regimentskommandeur Schmundts aus dem Infanterie-Regiment 9, hielt die Trauerrede. Er betonte die Bedeutung des Nationalsozialismus und Adolf Hitlers für den Verstorbenen. Er gab außerdem bekannt, dass Schmundt postum mit der höchsten Stufe des Deutschen Ordens mit Schwertern, der höchsten Auszeichnung der NSDAP, geehrt wurde. Anschließend wurde der Leichnam nach Berlin überführt und am 7. Oktober 1944 auf dem Invalidenfriedhof beigesetzt. Hier sprach Generaloberst Heinz Guderian. Er zeichnete das Bild eines preußisch geprägten Idealisten, dessen Bemühen es gewesen sei, Preußentum und Nationalsozialismus zu versöhnen. Er sei ein unentbehrlicher Weggenosse Hitlers gewesen und habe an diesen geglaubt.
Obwohl Schmundt in Berlin bestattet wurde, findet sich sein Name auch auf dem Grabstein seiner Familie auf dem Bergfriedhof in Schönau am Königssee.

## Wirken in der Wehrmachtführung

### Schmundt und die Wehrmachtadjutantur
Reinhard Stumpf
Als Schmundt am 29. Januar 1938 seine neue Stelle als Chefadjutant bei Hitler antrat, ging damit eine Umorganisation der Adjutantur einher. War zuvor mit Oberst Hoßbach ein Vertreter des Oberkommandos des Heeres der einflussreichste Militär in Hitlers Umgebung gewesen, so repräsentierte Schmundt als Keitels Untergebener das neue Oberkommando der Wehrmacht. Als solcher stieß er in der um ihren Einfluss gebrachten Heeresführung auf Ablehnung. Obwohl er selbst ein Verehrer des Generalstabschefs General der Artillerie Ludwig Beck gewesen war, wurde er bei einer Meldung von diesem nur kühl empfangen. Oberst Hoßbach weigerte sich sogar, ihn in seine neue dienstliche Position einzuführen. Prinzipiell gehörten zu Schmundts Aufgaben nun alle Vorgänge, welche die gesamte Wehrmacht betrafen. Dazu unterstanden ihm neben einigen Unteroffiziersdienstgraden als Schreibkräften jeweils ein Adjutant des Heeres (Major Gerhard Engel), der Luftwaffe (Oberst Nicolaus von Below) und der Kriegsmarine (Konteradmiral Karl-Jesko von Puttkamer). Jeder dieser Adjutanten war für ein eigenes Referat zuständig. Engel bearbeitete Gnadengesuche von Wehrmachtangehörigen in Rassenfragen, Below Angelegenheiten des Führerhauptquartiers und Dienstreisen, und Puttkamer war verantwortlich für Protokollfragen und die Wehrmachtgerichtsbarkeit. Schmundt selbst behielt sich allerdings Gnadengesuche von Heeresoffizieren selbst vor. Die große Bedeutung, die Schmundts Tätigkeit zukam, hatte ihre Ursache in dem eigenwilligen Arbeitsstil Hitlers. Dieser arbeitete selten an einem Schreibtisch und gab seine Anweisungen und Anordnungen mündlich an die Adjutanten. Deren Aufgabe bestand dann darin die Absichten des »Führers« in eine konkrete schriftliche Befehlsform zu bringen. Ihnen fiel damit eine wichtige Mittlerrolle zwischen Hitler und der Wehrmacht zu. Vor allem Schmundt wurde dadurch als Chefadjutant immer mehr auch mit politischen Fragen konfrontiert.
Schon bald wurde Schmundt, wie es Oberst Nicolaus von Below formulierte, durch „seine persönliche Bescheidenheit und Uneigennützigkeit und seine Treue“ zu einem engen Vertrauten Hitlers: „Je mehr Vertrauen Hitler zu Schmundt faßte, desto intensiver zog er ihn als Berater hinzu.“ Schmundt fasste diese Stellung als militärische Vermittlerrolle zwischen Hitler und der Heeresführung auf. So versuchte er, die Einflüsse von NSDAP und SS auf die Wehrmacht zurückzudrängen. Andererseits versuchte er aber auch, die Heerführung näher an Hitler zu bringen. Der Generalität warf er in den Jahren 1937/38 „Haltlosigkeit“ vor, durch die „viel Vertrauen [bei Führer und Volk] verschüttet worden“ sei. Aus diesem Blickwinkel bedauerte er nach dem Zustandekommen des Münchner Abkommens im Herbst 1938, dass es um die Tschechoslowakei nicht zum Krieg gekommen sei, weil ein solcher die Verbindung von Wehrmacht und »Führer« gefestigt hätte. Schmundt stand damit im deutlichen Gegensatz zu anderen Wehrmachtangehörigen, die zu diesem Zeitpunkt einen Staatsstreich planten, gerade um einen neuen Krieg zu verhindern. Die besondere Stellung Schmundts erlaubte ihm tiefe Einblicke hinter die Kulissen des Regimes, da er bei praktisch allen wichtigen Besprechungen ab 1938 zugegen war. In diesem Zusammenhang entstand auch das sogenannte Schmundt-Protokoll, eine Aufzeichnung Schmundts von den Inhalten einer Rede Hitlers vor der militärischen Führungsspitze am 23. Mai 1939 in der Neuen Reichskanzlei. Da Hitler in dieser seinen unbedingten Entschluss zur Entfesselung eines Krieges gegen Polen bekannt gab, wurde diese Mitschrift Schmundts im Nürnberger Prozess gegen die Hauptkriegsverbrecher 1945/46 – mit „Dokument L-79“ betitelt – zu einem der Schlüsseldokumente der Anklage.

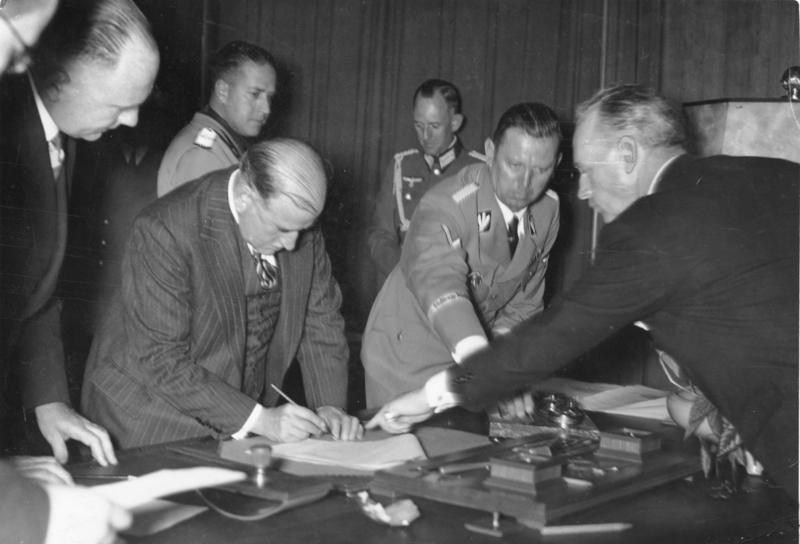
Der Mann im Hintergrund: Schmundt (hinten an der Wand) bei der Unterzeichnung des Münchener Abkommens.

Die Vermittlerrolle, die Schmundt zwischen der höheren Führung des Heeres und Hitler einnahm, gewann vor allem nach dem Ausbruch des Zweiten Weltkrieges an Bedeutung. Im Auftrag Hitlers besuchte er oft die Front und konnte sich dadurch persönliche Eindrücke verschaffen, die er später Hitler nahezubringen versuchte. Oft versuchten die deutschen Heerführer, über Schmundt den Diktator in seinen militärischen Entscheidungen zu beeinflussen. Ein Beispiel dafür war Schmundts Einfluss auf die Offensive gegen Frankreich im Jahre 1940. Er erfuhr Ende Januar 1940 bei einem Frontbesuch von den operativen Plänen des Generalleutnants Erich von Manstein, die vom Oberkommando des Heeres abgelehnt worden waren. Er organisierte daraufhin ein Treffen zwischen Manstein und Hitler, und Ersterem gelang es, sein Konzept durchzusetzen. Dieser „Sichelschnittplan“ wurde später die Basis für den Erfolg der deutschen Offensive im Westen. In einem anderen Fall begleitete Schmundt im Februar 1941 die deutschen Truppen nach Nordafrika, um dort Hitlers persönliches Interesse an diesem Kriegsschauplatz zu bestärken. Ähnlich lagen die Dinge, wenn Schmundt als persönlicher Gesandter Hitlers Dotationen an einzelne Spitzenmilitärs überbrachte. Und schon vor seiner Ernennung zum Chef des Heerespersonalamtes hatte Schmundt Einfluss auf wichtige Personalangelegenheiten. So empfahl er im Frühjahr 1942 Kurt Zeitzler als Chef des Oberbefehlshabers West und einige Monate später als neuen Chef des Generalstabes.
Allerdings hatte diese Vermittlerrolle auch ihre Grenzen. Zwar war Schmundt bei seinen zahlreichen Frontbesuchen vor allem während der späteren Phasen des Krieges wegen der Zustände in der Truppe besorgt und versprach, Hitler darüber ein ungeschminktes Bild der Lage zu unterbreiten. Doch scheint er bewusst nicht alles weitergegeben zu haben. So soll er einmal bei der Rückkehr von der Ostfront zu einem Bekannten gesagt haben:

„Ich kann dem Führer das alles, was ich an negativen Eindrücken gesammelt habe, gar nicht sagen. Wenn Sie wüßten, wie sehr er sich quält und wie hart er arbeitet, dann würden Sie verstehen, daß man ihm das in aller Härte nicht berichten kann.“

Schmundt versuchte mehrfach, andere hohe Offiziere im Rahmen seiner Möglichkeiten vor SS und Gestapo zu schützen. So warnte er 1943 beispielsweise Generalleutnant Adolf Heusinger, den Chef der Operationsabteilung im OKH, dass Hitlers offizieller Verantwortlicher für die Kriegsgeschichtsschreibung, Generalmajor Walter Scherff, ihn wegen defätistischer Äußerungen bei der SS gemeldet habe, wie der Historiker Marcel Stein unter Bezugnahme auf Heusingers nach dem Krieg veröffentlichten Memoiren darstellt. In einem anderen Fall hatte die Gestapo Ermittlungen gegen die Ehefrau des Generalfeldmarschalls Wilhelm Ritter von Leeb eingeleitet, nachdem sich diese gegenüber ihrem Zahnarzt kritisch über Hitler geäußert hatte. Schmundt verhinderte angeblich eine weitere Verfolgung des Falles und wies den Feldmarschall darauf hin, seine Frau solle besser ihren Zahnarzt wechseln.

### Schmundt und das Heerespersonalamt
Am 1. Oktober 1942 wurde Schmundt unter Beibehaltung seiner Stellung als Chefadjutant der Wehrmacht zum Leiter des Heerespersonalamtes bestimmt. Damit gewann er entscheidenden Einfluss auf die Personalpolitik des Heeres und kurze Zeit später auch auf die des Generalstabsdienstes. Um beiden Dienststellungen gerecht werden zu können, ernannte Schmundt Generalmajor Wilhelm Burgdorf zum stellvertretenden Leiter des Heerespersonalamtes und damit zu seinem wichtigsten Mitarbeiter. Schmundt war von Hitler dazu ausersehen, die seiner Ansicht nach strukturelle Fehlentwicklung im Offizierskorps zu beseitigen und die alte Generalität durch einen neuen nationalsozialistischen Typus Offizier zu ersetzen.
Das dringendste Problem in diesem neuen Arbeitsbereich bestand für die Wehrmacht in der Vergrößerung des Offizierskorps. Seit 1939 waren 16.000 Offiziere gefallen oder verwundet worden, was 30 Prozent des damaligen aktiven Bestandes ausmachte. Um diese Verluste auszugleichen, hatte man das Beförderungsprinzip der Anciennität aufweichen müssen, indem die Dienstzeiten in den einzelnen Dienstgraden verkürzt wurden. Die Dienstzeit bis zum Rang Hauptmann verringerte sich bis April 1942 durchschnittlich um 40 Prozent, die bis zum Major um bis zu 50 Prozent. Am 7. Juni 1942 war schließlich die Leistungsbeförderung eingeführt worden. Doch erst Schmundt setzte diese Richtlinien in konkrete Anordnungen um, die von Hitler am 4. Oktober und 4. November 1942 per Führerbefehl in Kraft gesetzt wurden: „In Zukunft soll jeder junge Deutsche, aus allen Kreisen der Bevölkerung ohne Rücksicht auf Herkunft, nur ausgelesen auf Grund der Persönlichkeit und Bewährung vor dem Feinde […] Offizier werden können.“ Damit lag Schmundt mit seinen Vorstellungen von einer Verjüngung des Offizierskorps auf einer Linie mit den Vorstellungen Hitlers, nach dessen sozialdarwinistischer Auffassung Tapferkeit, Willenskraft und „fanatischer Glaube“ die Tugenden des „neuen Offiziers“ sein sollten. Wer sich an der Front bewährte und die passende politische Einstellung bewies, sollte befördert werden. In diesem Zusammenhang wurde auch die bisherige Voraussetzung eines höheren Schulabschlusses für Offiziersanwärter fallengelassen und auch Hochschulstudien für Offiziere waren nicht mehr vorgesehen. Für Hitler war dies Ausdruck der nationalsozialistischen Chancengleichheit in der „Volksgemeinschaft“, während für Schmundt wohl eher die Tatsache entscheidend blieb, dass die Abiturienten-Jahrgänge nicht mehr ausreichten, um den Bedarf an Offizieren zu decken. Erst vor diesem Hintergrund wurden zahlreiche „Blitzkarrieren“ in der zweiten Hälfte des Krieges möglich, von denen Personen wie Walter Model oder Ferdinand Schörner profitierten. Dietrich Peltz wurde so mit nur 29 Jahren zum jüngsten Generalmajor der Wehrmacht.

Immer in Hitlers Nähe. Bei der Lagebesprechung am 20. Juli 1944 stand Schmundt (7) direkt vor der Bombe.

Eine Ausnahme bildeten die Offiziere des Generalstabsdienstes. Hitler wollte sämtliche Klassenunterschiede abschaffen und auch diese langjährig ausgebildete Elite des Offizierskorps in die neuen Regelungen einbeziehen. Sie sollten die „roten Streifen“, ihr äußeres Erkennungsmerkmal, verlieren und sich ebenfalls an der Front bewähren. Da jedoch bereits ein Mangel an Generalstabsoffizieren bestand, war eine solche Rotation nicht möglich, was zu einer Benachteiligung der Generalstabsoffiziere führen musste. Schmundt setzte sich deshalb für die häufigere Beförderung dieser Gruppe ein und überzeugte Hitler ebenfalls, deren Statussymbole nicht anzutasten.
Allerdings wurde in der „neuen Personalpolitik“ des Heeres erhöhter Wert auf die politische Einstellung des Offizierskorps gelegt. Schmundt machte hier nationalsozialistische Grundsätze zu Schlüsselelementen seiner Politik, die weit über die zunächst betonte Chancengleichheit und Frontbewährung hinausgingen. Auch der Einfluss Hitlers muss dabei in Betracht gezogen werden, da dieser darauf bestand, dass die nationalsozialistische Weltanschauung für jeden Offizier eine Grundvoraussetzung darstellen solle. In diesem Sinne versuchte Schmundt, das Offizierskorps an Hitler heranzuführen und auf einen nationalsozialistischen Kurs einzuschwören. Schmundt nahm im Oktober 1942 zwei Fälle von Offizieren, die Kontakt mit Juden hielten, zum Anlass für eine Verfügung des Heerespersonalamtes. Der eine Offizier hatte mit einem ehemaligen jüdischen Schulkameraden einen persönlichen Briefwechsel gepflegt, der andere sich mehrmals öffentlich mit einem Juden, einem ehemaligen Offizier des Ersten Weltkriegs, der nun den Davidstern zu tragen hatte, in einer deutschen Stadt gezeigt, was für beide Offiziere die Entlassung aus dem Heeresdienst zur Folge hatte. In seinem Tätigkeitsbericht vom 31. Oktober vermerkte Schmundt, dass „mehrere Vorfälle Veranlassung [gaben] auf die Einstellung des Offiziers zum Judentum als einem kriegsentscheidenden Teil der nat[ional]soz[ialistischen] Haltung des Offiziers eindeutig hinzuweisen“. Er forderte in seiner auf denselben Tag datierten Verfügung:
„Jeder Offizier muß von der Erkenntnis durchdrungen sein, daß in erster Linie der Einfluß des Judentums dem deutschen Volk den Anspruch auf Lebensraum und Geltung in der Welt streitig macht und zum zweiten Male unser Volk zwingt, mit dem Blute seiner besten Söhne sich gegenüber einer Welt von Feinden durchzusetzen […] Es gibt keinen Unterschied zwischen sog. anständigen Juden und anderen. Es darf ebensowenig Rücksichtnahme geben auf Beziehungen irgendwelcher Art, die zu einer Zeit bestanden haben, zu der die Erkenntnis der Gefahr des Judentums noch nicht Allgemeingut des deutschen Volkes war. Es darf demgemäß keinerlei, sei es auch noch so lockere Verbindung zwischen einem Offizier und einem Angehörigen der jüdischen Rasse geben. Der gegenwärtige harte Kampf gegen den jüdisch-bolschewistischen Weltfeind zeigt mit besonderer Deutlichkeit das wahre Gesicht des Judentums. Der Offizier muß deshalb aus innerer Überzeugung heraus das Judentum und damit jede Verbindung zu ihm ablehnen. Wer gegen diese kompromisslose Haltung verstößt, ist als Offizier untragbar. Die unterstellten Offiziere sind in geeigneter Weise zu belehren.“
Diese Aussage, dass die Einstellung zum Judentum ein kriegsentscheidendes Kriterium sei, wiederholte Schmundt auch am 17. November 1942 vor den ersten Lehrgangsteilnehmern der neuen „Höheren Adjutantur“. Daraus sei ferner eine konsequente Einstellung abzuleiten hinsichtlich der „Exekutionen, die ja nicht die Wehrmacht auszuführen“ habe. Hatte Schmundt auf diese Weise die Wehrmacht auf die Unterstützung der Einsatzgruppen-Morde verpflichtet, so erklärte er in einem Befehl vom 5. Januar 1944 das Offizierskorps zu einer tragenden Säule des Regimes:
„Die fanatische Kampfentschlossenheit und die Beharrlichkeit des Glaubens an den Sieg liegt in unserer nationalsozialistischen Weltanschauung begründet […] Der Offizier ist in besonderem Maße durch seinen Eid an den Führer und dessen Staatsidee gebunden. Er ist damit ebenso ein tragendes Element des Staates wie der Hoheitsträger der Partei.“
Diese Betonung weltanschaulicher Voraussetzungen wurde von Schmundt auch in die Praxis umgesetzt. Die Vorschläge für die Leistungsbeförderungen sollten von den Kommandobehörden an der Front ausgehen. Deshalb schuf Schmundt in diesen von der Division aufwärts die Institution eines ‚Höheren Adjutanten‘. Diese Adjutanten bearbeiteten derartige Personalfragen und waren angewiesen, bei ihrer Beurteilung von Offizieren deren nationalsozialistischer Einstellung eine zentrale Rolle einzuräumen. Zugleich stellte diese ‚Höhere Adjutantur‘, die gleichberechtigt neben dem Generalstab stehen sollte, einen Versuch Schmundts dar, sich eine „Hausmacht“ zu schaffen.

### Schmundt und der Widerstand

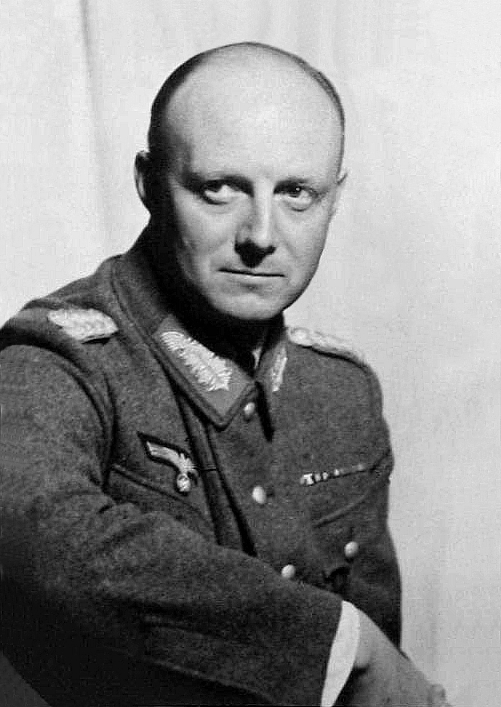
Henning von Tresckow, Vertrauter Schmundts und führender Kopf des militärischen Widerstandes

Schmundt stand in nahem Kontakt zu Vertretern des militärischen Widerstands in der Wehrmacht, ohne diesem jedoch anzugehören. Dabei stellte seine enge Beziehung zu Henning von Tresckow, einem der führenden Köpfe der Widerstandsbewegung, ein Schlüsselmoment dar. Beide hatten als junge Leutnante im Infanterie-Regiment 9 gedient und dort zusammen die Fahnen des Gardekorps vor der Interalliierten Militär-Kontrollkommission versteckt. Schmundt besuchte als Chefadjutant Hitlers mehrmals den Stab der Heeresgruppe Mitte, in dem Tresckow diente und der als ein Zentrum des militärischen Widerstandes galt. Bei den dort geführten relativ offenen Reden merkte Schmundt an, dass Tresckow „den Führer ablehne“, doch vertraute er ihm weiterhin und meldete dessen Ansichten nicht weiter.

„Diese unglaubliche Naivität machte sich Tresckow zunutze, um personelle Veränderungen im Sinne der Verschwörung durchzusetzen, Vorgänge und Absichten aus dem »Führer«-Hauptquartier zu erfahren und diese zum Zweck seiner eigenen Pläne zu beeinflussen.“

So wurde beispielsweise Oberst Graf Stauffenberg, den Schmundt für sehr befähigt hielt und den er deshalb verwundet aus Afrika hatte ausfliegen lassen, auf Betreiben Tresckows mit Hilfe Schmundts in den Stab des Ersatzheeres versetzt. Nur so konnte er später an der Lagebesprechung im Führerhauptquartier am 20. Juli 1944 teilnehmen. Auch zuvor schon hatte Schmundt die Widerstandsbewegung unabsichtlich mit wichtigen Informationen versorgt. So erfuhren die Verschwörer im März 1943 von ihm, zu welchem Zeitpunkt Hitler eine Beutewaffen-Ausstellung im Berliner Zeughaus besuchen wollte. Er setzte sich außerdem dafür ein, dass der »Führer« beim Rundgang durch die Ausstellung von Schmundts langjährigem Bekannten Oberstleutnant Freiherr von Gersdorff, dem designierten Attentäter an diesem Tag, begleitet wurde. Das Attentat scheiterte jedoch, da Hitler das Gebäude zu schnell wieder verließ.
Tresckow soll versucht haben, durch Schmundt noch 1944 selbst ins Führerhauptquartier versetzt zu werden, wo er besser an den Umsturzplänen beteiligt werden konnte. Dies scheiterte jedoch. Zu diesem Zeitpunkt hatte sich die Beziehung der beiden Freunde bereits merklich abgekühlt. Wenige Wochen vor dem Attentat vom 20. Juli 1944 gerieten beide in einen heftigen Streit über die Beendigung des Krieges. Dennoch versuchte Tresckow im Sommer 1944 erneut, mit Hilfe Schmundts eine Versetzung zu erreichen, diesmal in den Stab seines ehemaligen Vorgesetzten, des nunmehrigen Oberbefehlshabers West in Frankreich, Generalfeldmarschall Günther von Kluge. Er hoffte, dort nach dem Staatsstreich die Front für die Alliierten öffnen zu können. Kluge kannte jedoch die konspirative Einstellung Tresckows und lehnte ab.

## Urteile über Schmundt

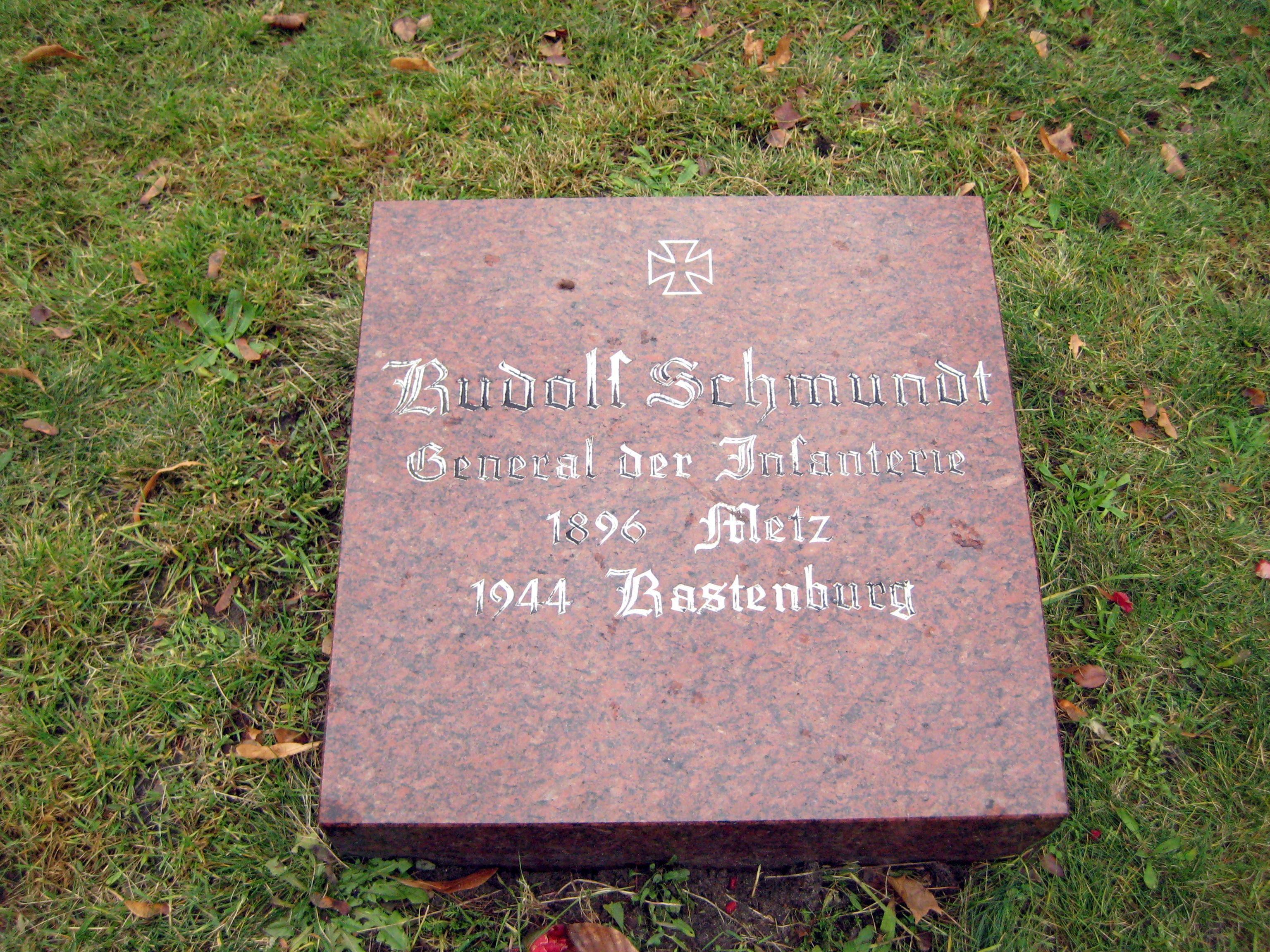
Das Grab Rudolf Schmundts auf dem Berliner Invalidenfriedhof

Bei der Ernennung zum Chefadjutanten Hitlers fand Schmundt nicht nur positive Aufnahme. Sein Vorgänger Oberst Friedrich Hoßbach lehnte es strikt ab, seinen Nachfolger in die Geschäftsgänge einzuarbeiten. Auch der damalige Chef des Generalstabes, General der Artillerie Ludwig Beck, zeigte ihm „die kalte Schulter“, sah er doch in ihm einen „Abtrünnigen“, der nunmehr zu Hitler und zum OKW gehörte und damit in Gegnerschaft zur Heeresführung stand. Jedoch war sein Ruf im Offizierskorps auch in späteren Jahren nicht durchweg negativ, auch wenn er weithin als hitlerhörig galt, was ihm den spöttischen Namen „Jünger Johannes“ eintrug. Ursächlich dafür war, dass Schmundt „ein Herz für die Truppe“ hatte, sich deren Sorgen und Nöte anhörte und zwischen ihr und Hitler zu vermitteln versuchte. Unterstützung fand er auch in dem Bestreben, Einflüsse der Partei auf Personalentscheidungen des Heeres zu unterbinden. Hinzu kam seine menschlich sympathische Art, mit welcher er sein Umfeld für sich gewann. Nicolaus von Below, Schmundts langjähriger Mitarbeiter, berichtete, dass Schmundt diesbezüglich das Gegenteil seines Vorgängers Hoßbach war: „Wie diesem jegliche Warmherzigkeit fehlte, besaß Schmundt die aufgeschlossene Verbindlichkeit, die ein Offizier für seine Kameraden und Untergebenen haben muss. Schmundt konnte ausgesprochen fröhlich sein.“
Es fanden sich jedoch auch unter den Zeitgenossen ausgesprochen kritische Stimmen. Ein anderer zeitweiliger Mitarbeiter im Oberkommando der Wehrmacht war Helmuth Greiner. Dieser beschrieb Schmundt nach dem Krieg als „ängstlich bemüht, auch nicht den mindesten Schatten auf seinen Herren und Meister fallen zu lassen“. Sein größter Fehler sei gewesen, Hitler ständig im Glauben an die eigene Unfehlbarkeit bestärkt zu haben. Außerdem sei er für zahlreiche Fehlbesetzungen in den oberen militärischen Führungsrängen mitverantwortlich gewesen.
Der Historiker Reinhard Stumpf geht davon aus, dass Schmundt zu den Deutschen gehörte, die glaubten, dass sich Altes und Neues, Preußentum und Nationalsozialismus miteinander verbinden ließen. Während allerdings die Mehrheit der Offiziere abwartete, war Schmundt wie auch Keitel, Blomberg oder Reichenau bestrebt, das Heer an Hitler heranzuführen. Schmundt habe sich aber „bei aller Begeisterung für Hitlers Genie“, so Stumpf, „mehr als Keitel und Jodl, stets als Angehöriger des Heeres gefühlt“; Eingriffen, „die von außen kamen und nicht unmittelbar über Hitler liefen“, sei er entgegengetreten.
Manfred Messerschmidt hingegen sieht in Schmundt lediglich „ein gefügiges Werkzeug Hitlers“. Er habe mit seiner Personalpolitik ab 1942 dem Offizierskorps einen so strikten Loyalitätsbegriff zur Verpflichtung gemacht, „daß schlechthin keine abweichende Regung mehr möglich sein konnte, die nicht gegen die ‚Treue zum Führer‘ verstoßen hätte. Die Grenze des Verrats wurde über das Handeln und Wollen hinaus in das Denken vorverlegt.“ Hermann Weiß geht noch einen Schritt weiter und charakterisiert Schmundt als „überzeugten Nationalsozialisten und Hitler bedingungslos ergeben.“ Auch der Militärhistoriker Wolfram Wette sieht Schmundt als „überzeugten Nationalsozialisten in der Generalität des Heeres“, der mit seiner Verfügung vom 31. Oktober 1942 „den Offizieren eine eindeutig antisemitische Einstellung abverlangte“. Der Historiker Johannes Hürter betont in seinem Beitrag in der Neuen Deutschen Biographie ebenfalls, das Beispiel dieser Verfügung zeige, „wie sehr S[chmundt] die ideologischen Vorgaben akzeptierte“. Hürter hebt jedoch auch den ambivalenten Charakter der Tätigkeit Schmundts hervor: „Daß ihn Hitler nach seinem Tod als seinen ‚besten Mann‘ bezeichnete, während ihn General Heinz Guderian als ‚preuß[ischen] Idealisten‘ rühmte, verdeutlicht S[chmundt]s Stellung zwischen Tradition, Moderne und einer verbrecherischen Staatsführung.“